# Síndrome de Ogilvie

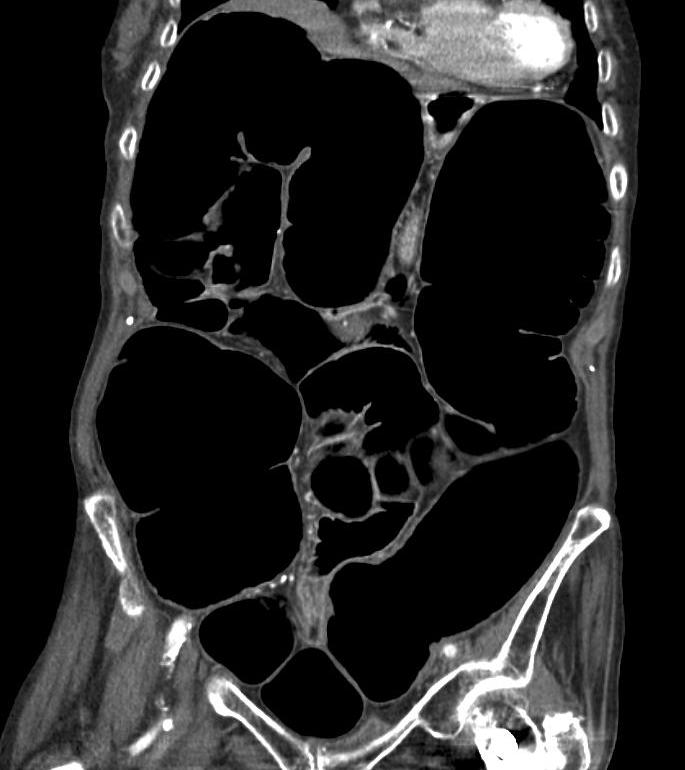
Tomografia coronal revela um cólon amplamente dilatado em uma idosa com síndrome de Oglivie

Síndrome de Ogilvie ou pseudo-obstrução colônica aguda é a dilatação aguda do cólon em ausência de qualquer Obstrução intestinal mecânica em pacientes gravemente doentes. Os sintomas dessas síndrome são típicos de obstrução intestinal, por isso
A pseudo-obstrução colônica aguda é caracterizada pela dilatação maciça do ceco (diâmetro maior a 10 cm) e cólon direito na radiografia abdominal. Se não for descomprimido, o paciente corre o risco de uma isquemia intestinal, perfuração intestinal e peritonite com taxa de mortalidade de até 40%. É um tipo de megacólon, por vezes referido como "megacólon agudo", para distingui-lo do megacólon tóxico.
É mais comum entre homens e idosos. A mortalidade é de 30%, não por sua gravidade, mas por frequentemente ser secundaria a outras doenças graves em pacientes idosos debilitados.

## Causas
A síndrome de Oglivie está frequentemente associada a outras condições, incluindo:
- Cirurgia recente.
- Trauma recente ou procedimento ortopédico.
- Infecção subjacente.
- Transtornos cardíacos recentes.
- Desequilíbrio eletrolítico.
- Medicamentos (opioides, anticolinérgicos, antidepressivos, diuréticos...)
- Transplante de órgão sólido.

Foi postulado que a reativação do vírus da varicela zoster (que causa catapora e herpes-zoster) nos gânglios entéricos pode ser uma das causas da síndrome de Ogilvie.

## Sinais e sintomas
Geralmente, o paciente sofre distensão abdominal, dor cólica, constipação e movimentos intestinais alterados. Também pode haver náuseas, vômitos, ruídos intestinais reduzidos e sensibilidade a dor.

## Diagnóstico
O diagnóstico começa com o exame físico, observação e entrevista do paciente. Imagens para diagnosticar a dilatação do cólon e descartar causas de obstrução (Póstero-anterior abdominal ereto e abdômen supino). Se mais imagens forem necessárias, uma TC pode ser solicitada.

## Tratamento
Geralmente resolve com terapia conservadora ao interromper as ingesta oral (nil per os) e uma sonda nasogástrica, mas pode exigir descompressão colonoscópica que é bem sucedida em 70% dos casos. Um estudo publicado no New England Journal of Medicine mostrou que a neostigmina é uma forma farmacológica potente de descomprimir o cólon. Segundo a Sociedade Americana de Endoscopia Gastrointestinal (ASGE), deve ser considerado antes da descompressão colonoscópica. O uso de neostigmina não é isento de riscos, pois pode induzir bradiarritmia e broncoespasmo. Portanto, uma dose de atropina deve estar ao alcance imediato quando esta terapia é utilizada.